# Oshkosh L-ATV
Oshkosh L-ATV (англ. Light Combat Tactical All-Terrain Vehicle) — американский армейский вездеход (в других источниках — внедорожник) компании Oshkosh, предназначенный для замены вездехода Humvee в ВС США.
Автомобиль обладает высокой проходимостью, пригоден к транспортировке по воздуху и десантированию на парашютных системах также имеет базовое бронирование, защищающее экипаж от огня стрелкового оружия средних калибров, а также от подрыва мин и фугасов. При необходимости на автомобиль можно устанавливать дополнительную навесную броню.
Программой предусматривается четыре модификации боевой машины (БМ):
- общего назначения;
- с лёгким вооружением;
- с тяжёлым вооружением;
- многоцелевой двухдверный пикап.

## История
Машина разработана в рамках программы ВС США по разработке единой лёгкой боевой машины (броневого автомобиля) — Joint Light Tactical Vehicle (JLTV). По результатам тендера 25 августа 2015 года контракт на поставку вездеходов по этой программе получила американская компания Oshkosh. Первая партия будет состоять из 17 000 машин; начало поставок запланирована на 2018 год. 
Стоимость одного вездехода оценивается в 399 тыс. долларов. Общая стоимость замены парка из 280 тыс. вездеходов Humvee составит около 30 млрд долларов.
Первые семь серийных машин получил Корпус морской пехоты ВС США в 2016 году.

## ТТХ
Машина в четырёхместном варианте имеет полную боевую массу 6,4 тонны, оснащена 6,6-литровым дизельным двигателем GM Duramaxl V8 мощностью 300 л.с. и автоматической трансмиссией. 
Броневик является дизель-электрическим гибридом. Система ProPulse вырабатывает 70 кВт электрической энергии; опционально машину можно использовать как электрогенератор.
- Полезная нагрузка в четырёхместном варианте — до 1600 кг, в двухместном — до 2300 кг.
- Максимальная скорость по шоссе — 110 км/час.

## Вооружение
Вооружение БМ устанавливается на дистанционно-управляемом модуле и может быть таким:
- один 7,62-мм пулемёт M240;
- один 40-мм автоматический гранатомёт Mk 19;
- один противотанковый ракетный комплекс (ПТРК) TOW;

## Операторы

### Текущие

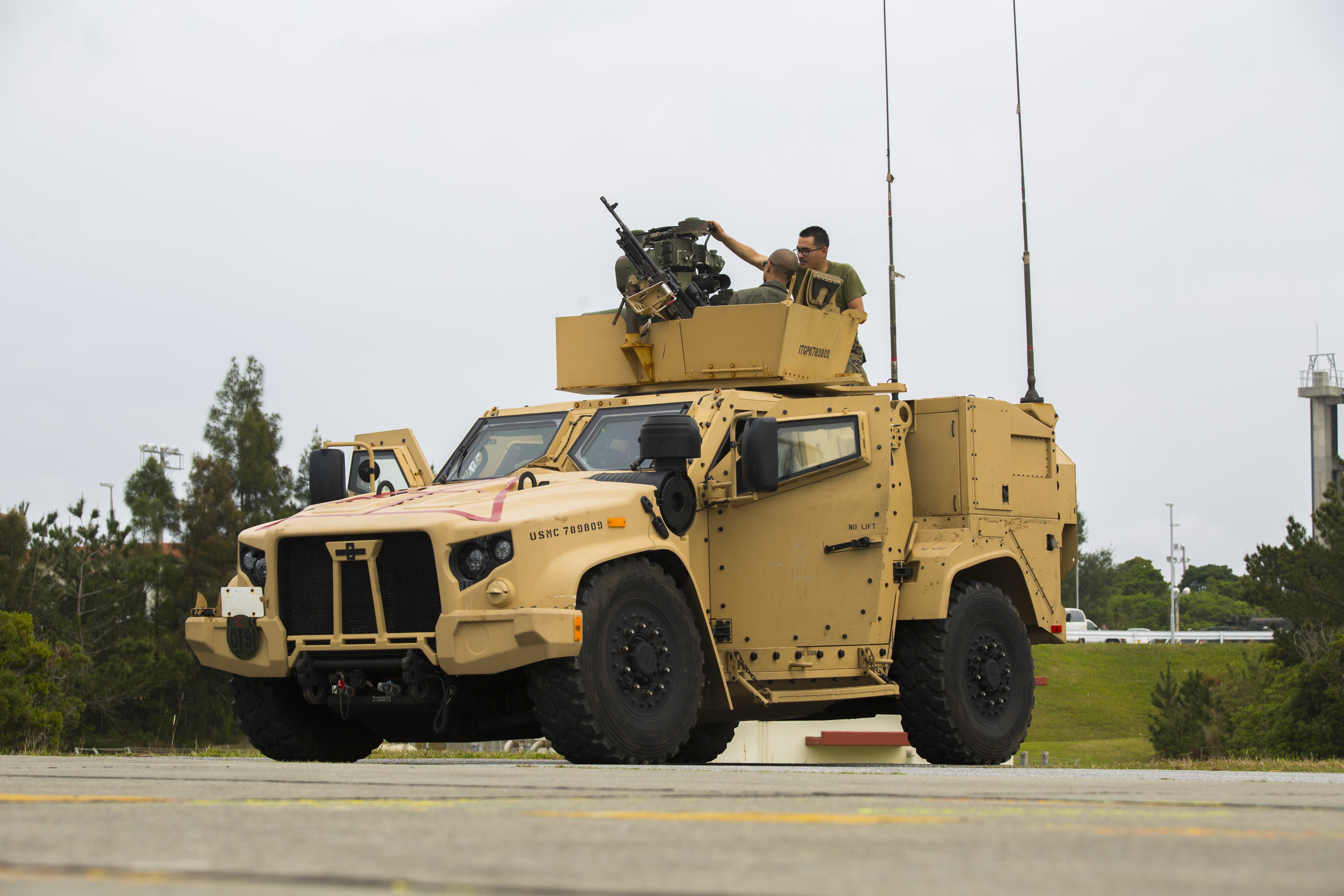
L-ATV (JLTV) КМП США на базе в Окинаве

- США: Первоначальное заключение контракта 25 августа 2015 года. По состоянию на январь 2022 года Майкл Спранг, директор проекта JLTV, заявил, потребности заказчиков колеблются в районе:
  -  Армия США – 49 099 единиц
  -  Корпус морской пехоты США – 12 500 единиц
  -  ВВС США – предполагают закупку - 2000 единиц (в зависимости от финансирования);
  -  ВМС США – наименьшим заказчиком станет Военно-морской флот (около 400 единиц). Первоначальный контракт JLTV имел потенциальную стоимость 6,749 млрд. долларов США и предусматривал максимум 16 901 машин. Но при этом текущие заказы армии и морской пехоты США составляют около 19 150 JLTV.[7][8]

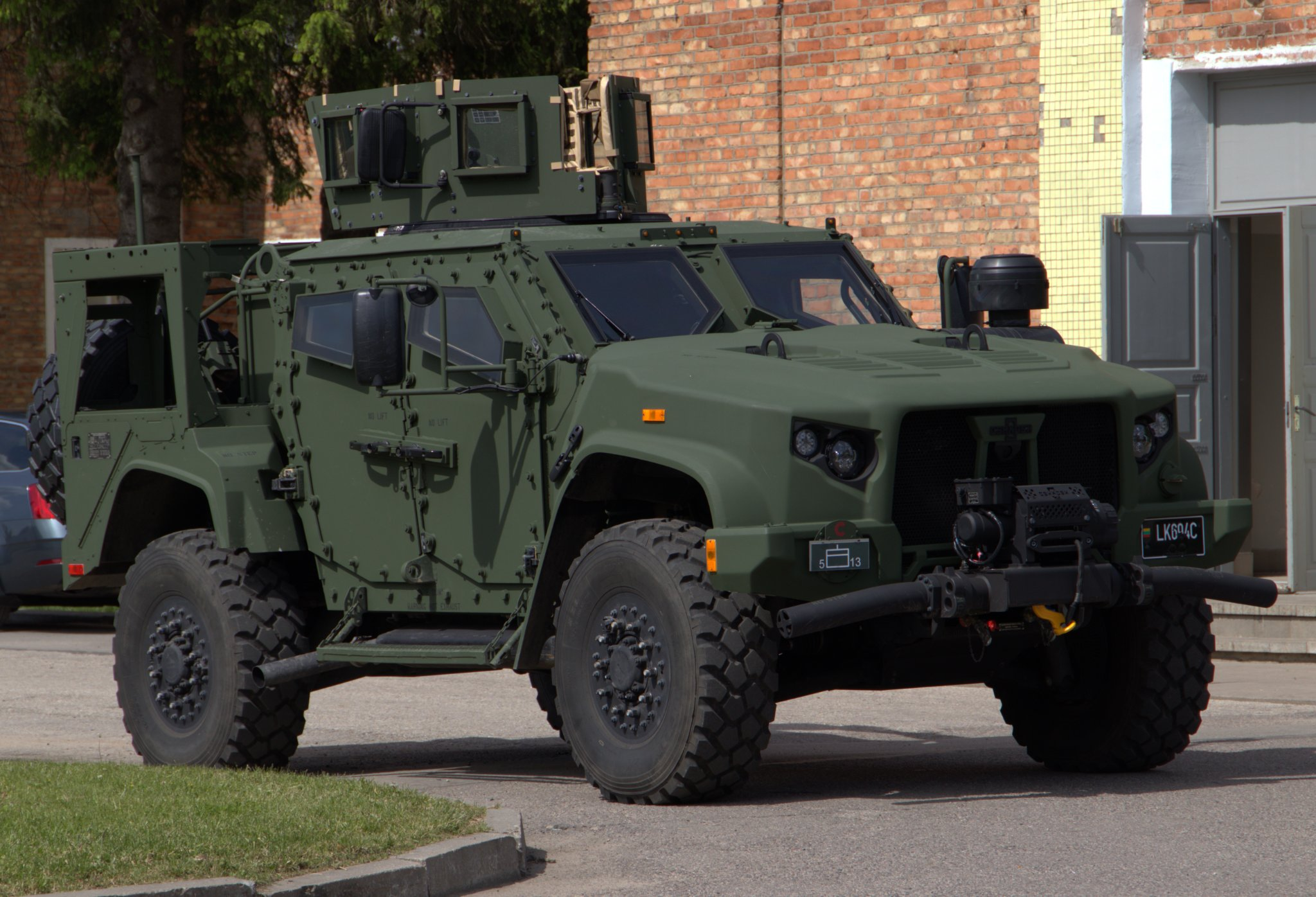
L-ATV (JLTV) Войска Литовского

- Литва: 21 ноября 2019 года Литва и США подписали контракт на 200 машин.  Первая партия из 50 штук была поставлена в августе 2021 года.  Контракт еще на 300 автомобилей был подписан в октябре 2022 года. Всего было заказано 500 автомобилей.[9][10][11] Сумму новой сделки оборонное ведомство Литвы не уточняет, тогда как покупка 200 внедорожников обошлась Литве в 145 млн евро.[12]
  -  Сухопутные силы Литвы
  -  Силы специальных операций Литвы
- Северная Македония: в 2020 году был подписан контракт на поставку 33 JLTV в течение 2022-2023 годов. Первые 6 единиц прибыли в июле 2022 и полностью обязательства были выполнены к концу года. Помимо этого заказа, также имеются планы на 66 дополнительных L-ATV.
  - Сухопутные войска Македонии

- Словения: Подписано межгосударственное соглашение о закупке 38 JLTV в ноябре 2018 года, поставки которого состоятся в 2021–2023 годах. Oshkosh объявили список заказов машин программы JLTV в феврале 2020 года, который включал JLTV для Словении, но фактическое количество не разглашалось. 11 мая 2021 года 38 машин прибыли в порт Копера. Вооружение представляет собой турель М153 Kongsberg. Машины были представлены публике 4 июня.[13]14 сентября 2021 года был подписан контракт на дополнительные 37 JLTV.[14][15]
  -  Сухопутные силы Словении – Всего планируется закупить до 99 JLTV.[16]  В июне 2021 года Словения объявила, что закажет еще 37 JLTV в течение 2021 года.

- Черногория: подписала контракт на сумму 36,17 миллиона долларов США на закупку 67 JLTV, объявленный 23 октября 2019 года.[15][17] Первые 20 прибыли в 2020 году, а поставки были завершены в течение 2023 году.
  -  Вооружённые силы Черногории – Черногория должна приобрести 55 JLTV в базовой конфигурации, восемь в противотанковой конфигурации, а остальные четыре в медицинской и командной конфигурациях.

### Будущие операторы
- Бельгия: 
  -  Наземный компонент армии Бельгии
- Румыния: 
  -  Силы специальных операций СВ Румынии
- Бразилия:
  -  Корпус морских фузилёров Бразилии

## Компьютерные игры
- Данный тип военной техники представлен в многопользовательских онлайн играх таких как Squad и Arma